# Chmiňany
Chmiňany es un municipio situado en el distrito de Prešov, en la región de Prešov, Eslovaquia. Tiene una población estimada, en mayo de 2023, de 1046 habitantes.
Está ubicado en el centro-sur de la región, en el valle del río Torysa (cuenca hidrográfica del río Tisza) y cerca de la frontera con la región de Košice.

## Demografía
| Año        | 1994 | 2004     | 2014     | 2024     |
| ---------- | ---- | -------- | -------- | -------- |
| Población  | 624  | 783      | 927      | 1069     |
| Diferencia |      | +25,48 % | +18,39 % | +15,31 % |

| Año        | 2023 | 2024    |
| ---------- | ---- | ------- |
| Población  | 1058 | 1069    |
| Diferencia |      | +1,03 % |